# Дагица
Дагица (рум. Dagâța) — село у повіті Ясси в Румунії. Входить до складу комуни Дагица.
Село розташоване на відстані 288 км на північ від Бухареста, 40 км на південний захід від Ясс.

## Населення
За даними перепису населення 2002 року у селі проживали 1639 осіб, усі — румуни. Усі жителі села рідною мовою назвали румунську.